# テオ・アダム

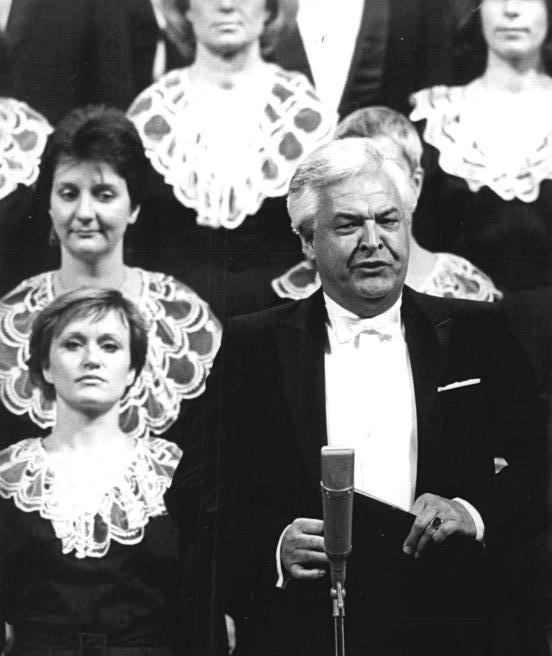
Theo Adam, 1987

テオ・アダム（Theo Adam, 1926年8月1日 - 2019年1月10日）は、バス・バリトンの音域をもつドイツの著名な声楽歌手。オペラ、歌曲、カンタータの分野で幅広く活躍。1955年に宮廷歌手の称号を授与された。

## 略歴
1926年8月1日にドレスデンにて生まれる。1946年から1949年までルドルフ・ディートリヒに声楽を師事。1949年に生地のドレスデンで《魔弾の射手》のヘルミット役でデビューする。1952年にはバイロイト音楽祭に出演した。
1969年にメトロポリタン歌劇場において、ヨーゼフ・ローゼンシュトックの指揮で《ニュルンベルクのマイスタージンガー》のハンス・ザックス役を演じ、バス＝バリトン歌手としてデビューする。1972年には、ビルギット・ニルソンやジョン・ヴィッカーズと共演して、ヘルベルト・フォン・カラヤンが指揮と舞台監督を行う《ニーベルングの指環》に（ヴォータン役で）1年を通して出演した。1988年には、ジェームズ・レヴァインの指揮するメトロポリタン歌劇場に復帰して、《ワルキューレ》の公演でジークムント役のペーター・ホフマンと共演した。
1966年から1967年までカール・ベームの指揮で《ニーベルングの指環》の録音に出演している。その他の主要な録音に、1968年にオットー・クレンペラーの指揮とアニア・シリアとの共演による《さまよえるオランダ人》、1970年にカラヤンの指揮による《ニュルンベルクのマイスタージンガー》、1975年にルネ・コロとの共演による《パルジファル》、1976年にエッダ・モーザーやリチャード・キャシリーとの共演による《レオノーレ》が挙げられる。1980年から1983年にかけては、マレク・ヤノフスキの指揮で《ニーベルングの指環》を再録しており、1984年には、ルチアーノ・ベリオの《アスコルトの王様（イタリア語: Un re in ascolto）》の初演の録音（ロリン・マゼールの指揮とカラン・アームストロングとの共演による）にも出演した。
2019年1月10日に死去。92歳没。